# زاکار دوم زاکاریان
زاکار دوم زاکاریان (به ارمنی:Զաքարե Զաքարյան یا Զաքարե Երկայնաբազուկ) یا زاکاریا دوم مخارگِردزلی (گرجی: ზაქარია მხარგრძელი)، شاهزاده‌ای ارمنی و یک مقام درباری پادشاهی گرجستان بود که در اواخر قرن دوازدهم و اوایل قرن سیزدهم میلادی، مقام امیر سپه‌سالار (فرمانده کل ارتش گرجستان) را برای ملکه تامار گرجستان بر عهده داشت. او یکی از اعضای سلسله زاکاریان و حاکم سرزمین‌های فئودالی در پادشاهی گرجستان بود.

## زندگی‌نامه
زاکار همراه با پدرش سارگیس در شورش دمنا، شاهزاده گرجستان و خاندان اربلیان در سال ۱۱۷۷ شرکت کرد، اما خیلی زود به جورج سوم پیوست و در کنار سلطنت علیه شورشیان جنگید. این شورش سرکوب شد و پادشاه جورج سوم خاندان زاکاریان-مخارگردزلی را ارتقا بخشید.
پس از مرگ جورج سوم، ملکه تامار، سارگیس زاکاریان (مخارگردزلی)— مردی شریف و دلیر که در نبرد مهارت داشت — را به مقام امیر سپه‌سالار منصوب کرد و املاک لوری (که از کوباسار گرفته شده بود) را به او واگذار کرد. او هدایایی به پسر بزرگش، زاکار، و پسر کوچکش، ایوانه داد. در طول شورش همسر مغضوب ملکه تامار، جورج روس، در حدود سال ۱۱۹۱، زاکار زاکاریان یکی از معدود اشرافیانی بود که به ملکه وفادار ماند. تامار به‌تدریج پایه قدرت خود را گسترش داد و اشراف وفادار به خود را به مناصب عالی در دربار ارتقا داد.
در سال نهم سلطنت تامار، منداتورتوخوتسی و امیر سپه‌سالار زاکار مخارگردزلی و برادرش ایوانه، که نام دیگرش اتابک بود دوین را تصرف کردند. آن‌ها همچنین گلاکن، بجنی، امبرد و بارگوشات و همه شهرهای حوضه ارس تا پل خداآفرین را گرفتند. در حدود سال ۱۱۹۹، ارتش گرجستان تحت فرماندهی زاکار شهر آنی را از کنترل شدادیان خارم کرد و در سال ۱۲۰۱، تامار آن را به‌عنوان فیف به او واگذار کرد. زاکار تقریباً سه دهه فرماندهی ارتش گرجستان را بر عهده داشت و پیروزی‌های بزرگی را در شامخور در ۱۱۹۵ و باسیان در ۱۲۰۳ به دست آورد و حملاتی را به شمال ایران هدایت کرد. او نقشی مهمی ایفا می‌کرد.
در سال ۱۲۰۹، ارتش گرجستان تحت فرماندهی برادرش ایوانه به سوی اخلاط حرکت کرد تا از شورشیان ارمنی علیه ایوبیان حمایت کند. در مسیر، آن‌ها آرجیش را تصرف کردند و سپس به سوی اخلاط پیش رفتند. شهر محاصره شد، اما اسب ایوانه مخارگردزلی هنگام محاصره شهر به درون گودالی افتاد. مدافعان اخلاط این صحنه را دیدند، به سرعت بیرون آمدند و ایوانه را اسیر کردند. وقتی زاکار از اسارت برادرش آگاه شد، خشمگین شد و به ایوبیان گفت:
... اگر جرأت کنید برادرم را از شهر بیرون بیاورید یا آسیبی به او برسانید، سرزمین کشور شما را فتح خواهم کرد و آن را به پادشاهی گرجستان خواهم سپرد و همه شما را خواهم کشت…
ایوبیان خواستار آتش‌بس سی‌ساله در ازای آزادی ایوانه شدند. در سال ۱۲۱۰، زاکار لشکرکشی الدگزید تامار گرجستان را رهبری کرد و تبریز، خوی، اردبیل را ویران کرد و تا قزوین پیشروی کرد.

## مشارکت‌های مذهبی
زاکار چندین کتیبه دو زبانه در مرزهای ارمنستان و گرجستان به‌جا گذاشت و چندین کلیسا و قلعه ساخت، از جمله صومعه هاریچاوک و صومعه آختالا در شمال ارمنستان. پس از مرگ زاکار، املاک او به ایوانه سالخورده به ارث رسید که آنی را به خواهرزاده‌اش، پسر زاکار واگذار کرد.

## نگارخانه

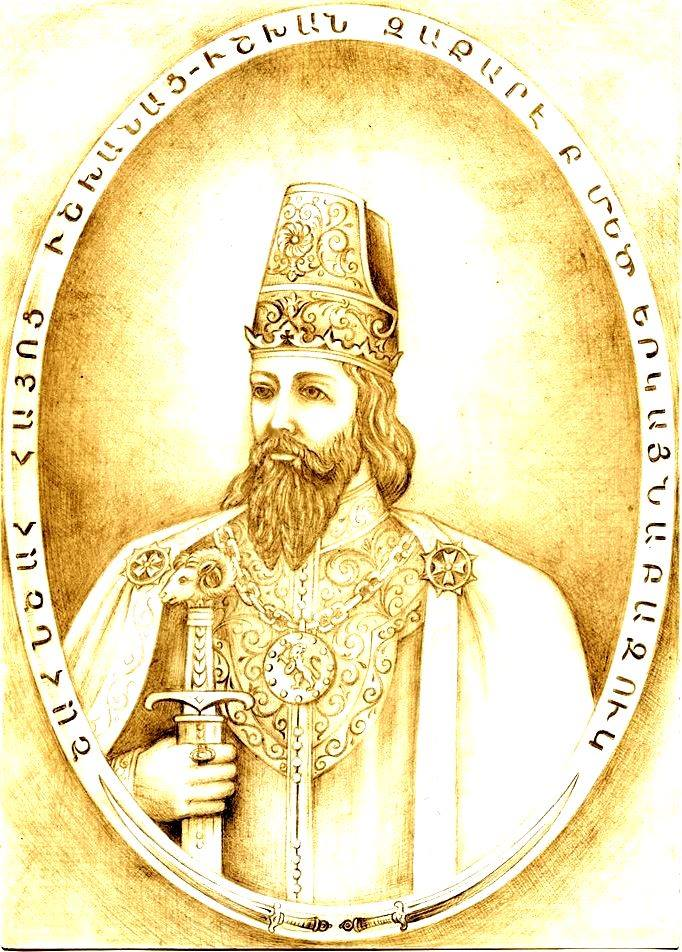